# 栄屋乳業
栄屋乳業株式会社（さかえやにゅうぎょう）は、愛知県岡崎市東牧内町に本社を置く、日本の企業。会社名に乳業と付くが乳製品だけの製造販売をしているわけではなく、乳製品以外の菓子の製造販売も行っている。テレビ番組のスポンサー名をアンデイコという商標で表示しているので、商標名が知られている。

## 概要
エイコウグループの中核を担う企業。1946年、野田郷司がアイスキャンデー製造・販売の「栄屋」を創業したのが始まり。
1962年、株式会社栄屋乳業を設立。昭和末期においては地場産業の域に留まっていた。近年、アンデイコが全国的な展開を見せ、知名度を獲得している。
商標のアンデイコの由来は、「and 栄光」が変化したもので、「お客様と共に光り、栄えていこう」との意味が込められている。商品に記載されているパラソルを持った女性のマークは、ヨーロッパの貴婦人をイメージしたもので、「優雅なデザートタイムを」との意味が込められており、同社のマスコットキャラクター「アンデイコちゃん」の元となっている。
アイスクリームの他、シュークリーム、エクレア、ワッフル、プリン等の洋生菓子、いわゆるチルドデザートを製造していることで知られる。これらの製品は、主にスーパーやコンビニ、ドラッグストアなどで販売されている。

## 製品

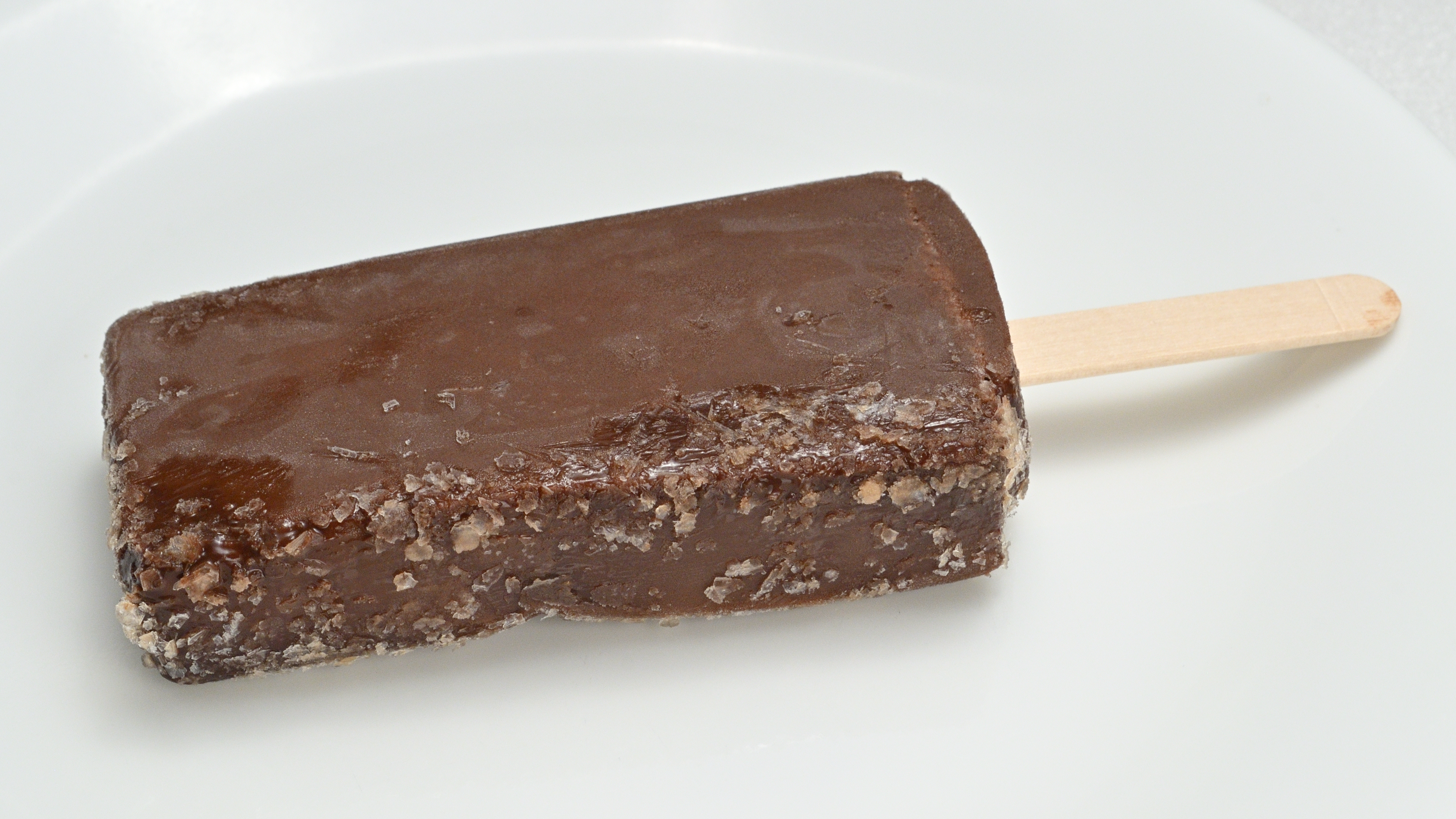
ジュンヒットチョコ

- アイスクリーム類
- シュークリーム
- ワッフル
- ヨーグルト
- プリン
- ゼリー

など